# Svazek obcí Prostějov - venkov
Svazek obcí Prostějov-venkov je svazek obcí uzavřen mezi zaklateli dle zákona 128/2000 Sb. v okresu Prostějov, jeho sídlem je Bedihošť a jeho cílem je veřejná doprava, dopravní obslužnost, školství, zdravotnictví, soc.péče, životní prostředí, odpadové hosp., sportovní a kult.zařízení, udržitelný rozvoj. Sdružuje celkem 11 obcí a byl založen v roce 1999.

## Obce sdružené v mikroregionu
- Bedihošť
- Biskupice
- Čehovice
- Čelčice
- Hrubčice
- Klenovice na Hané
- Klopotovice
- Kralice na Hané
- Skalka
- Vrbátky
- Výšovice